# Nour (Iran)
Pour les articles homonymes, voir Noor.
Nour (ou Noor ; en persan : نور / Nur) est une ville d'Iran, situé sur les bords de la Mer Caspienne au nord de Téhéran. Son ancien nom est Suldeh. C'est une des plus anciennes villes de la province de Mazandaran. Elle se trouve en bordure de la forêt de Nour qui est, avec ses 4 000 hectares, la plus grande réserve forestière du Moyen-Orient.
Selon un recensement effectué en 2006, sa population était alors de 21.806 habitants.

## Personnalités
- Nima Youchidj (1897 – 1960), poète.
- Sheikh Fazlollâh Nuri (1843 – 1909), ayatollah.